# Notophthiracarus pumilus
Notophthiracarus pumilus är en kvalsterart som beskrevs av Wojciech Niedbała 2006. Notophthiracarus pumilus ingår i släktet Notophthiracarus och familjen Phthiracaridae. Inga underarter finns listade i Catalogue of Life.